# Sinfonía n.º 38 (Mozart)

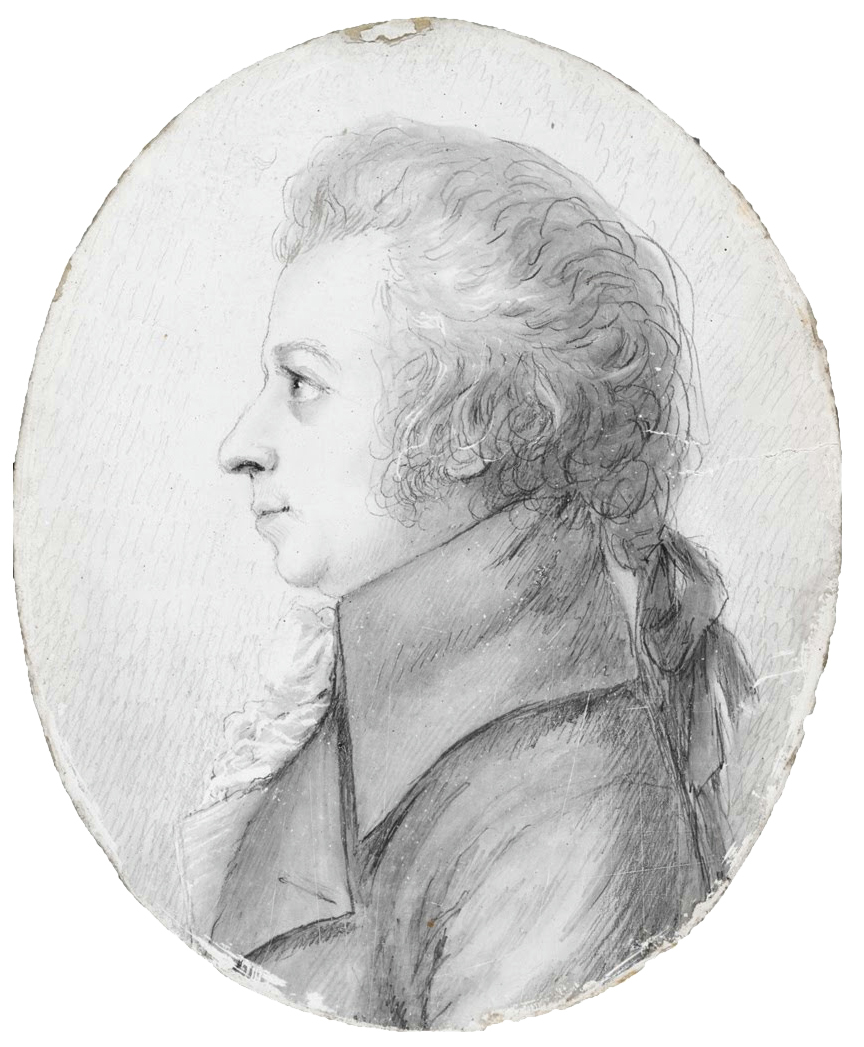
Mozart en 1789.

La Sinfonía n.º 38 en re mayor, K. 504, también conocida como Praga, fue compuesta por Wolfgang Amadeus Mozart y fechada el 6 de diciembre de 1786, cuando el compositor tenía treinta años.

## Historia

### Contexto

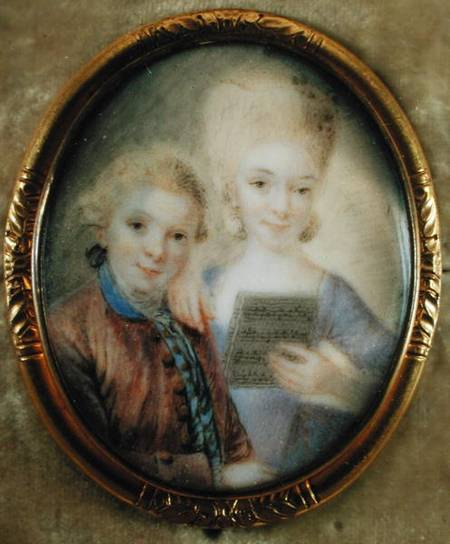
Wolfgang y Nannerl hacia 1763.

La carrera de Mozart como sinfonista había empezado en Londres durante el gran viaje de la familia Mozart por Europa entre junio de 1763 y noviembre de 1766. El padre Leopold Mozart planeó la gira para exhibir a sus prodigiosos hijos, Wolfgang y Nannerl en las principales cortes europeas. En ese tiempo Wolfgang compuso sus primeras obras del género, que tenían una deuda sustancial con las sinfonías de estilo galante italianizante en tres movimientos de Carl Friedrich Abel y Johann Christian Bach; también escuchó las sinfonías de compositores relevantes como Thomas Arne, William Boyce y Giuseppe Sammartini. Posteriormente Leopold y sus hijos pasaron en Viena varios meses de 1768 durante los cuales el joven maestro hizo un esfuerzo consciente por adaptar su estilo sinfónico a los gustos del público vienés, adoptando entre otras cosas la estructura en cuatro movimientos. Una afortunada consecuencia de los largos viajes del compositor en ciernes fue el contacto que le proporcionaron con una generosa muestra representativa de las tradiciones musicales europeas: alemana, británica, francesa e italiana.
El joven compositor y su padre realizaron tres viajes a Italia entre diciembre de 1769 y en mayo de 1773. En este periodo alternó sus visitas con estancias en Salzburgo durante las cuales creó la ópera Mitrídates, rey de Ponto, así como varias sinfonías con apreciable influencia del gusto italiano por la ópera bufa. En 1772 y 1773 el maestro austríaco vivió una etapa de entusiasmo por la escritura sinfónica, produciendo cada año siete nuevas sinfonías (n.º 15 - n.º 27). Después redujo su actividad en este campo y en los dos años siguientes sólo aparecieron tres nuevas piezas del género (n.º 28, 29 y 30). En 1778 realizó un largo y nefasto viaje a Mannheim y a París, durante el cual falleció su madre y su única producción relevante fue la Sinfonía n.º 31 "París". En enero de 1779 regresó a su ciudad natal donde creó otras tres sinfonías (n.º 32, 33 y 34) con las que cierra su etapa en Salzburgo.

### Composición

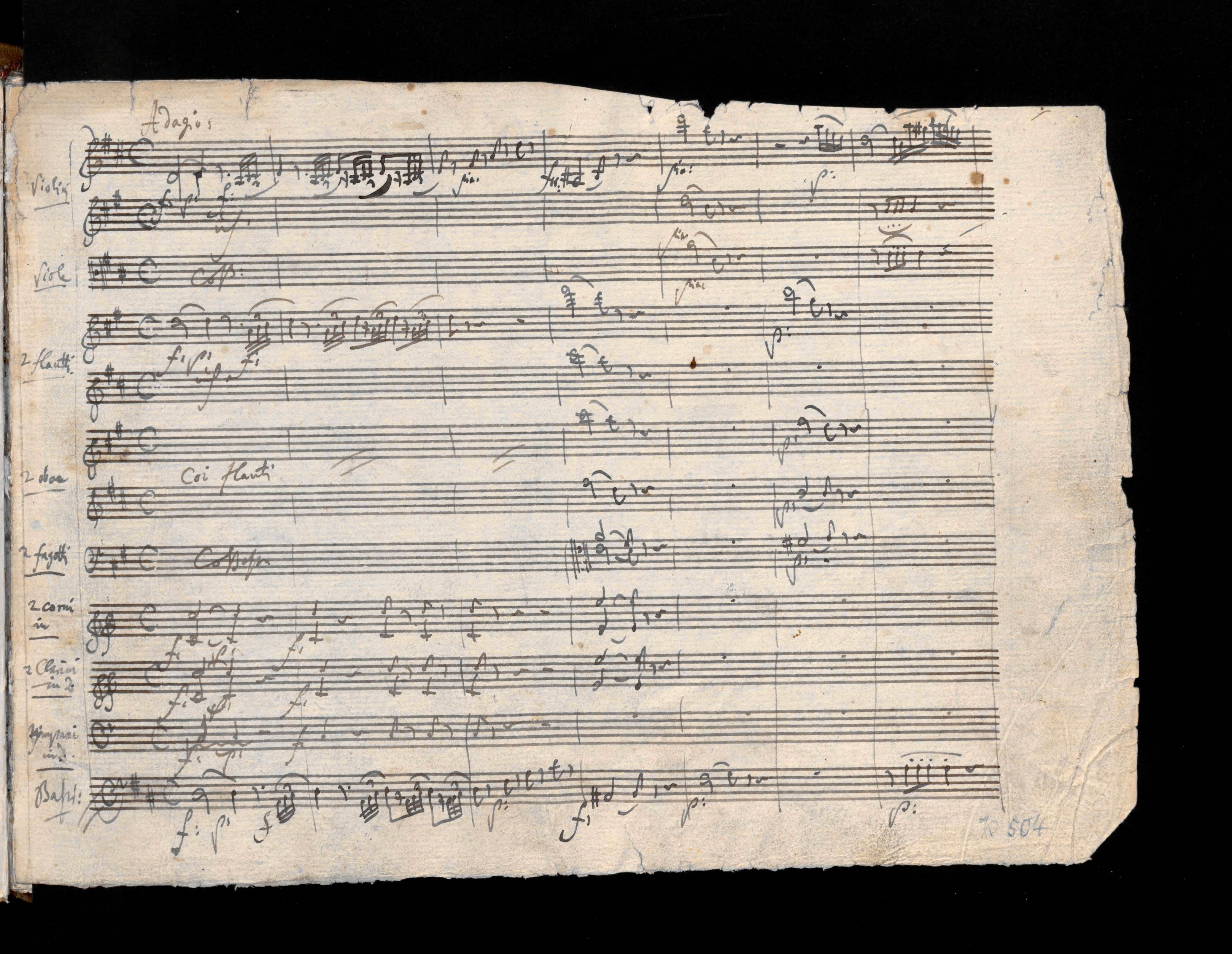
Primera página de la partitura autógrafa.

La composición de esta pieza se completó el 6 de diciembre de 1786. La partitura autógrafa se conserva en la actualidad en la Biblioteca Jagellónica de Cracovia y se puede consultar online.  El sobrenombre Praga surgió porque durante mucho tiempo se pensó que Mozart la había compuesto para su primera estancia en esa ciudad, en enero de 1787. Según otra hipótesis, la composición habría sido independiente de este hecho, ya que la sinfonía data del 6 de diciembre de 1786,  mientras que la invitación para Praga con el fin de dirigir una representación de Las bodas de Fígaro fue posterior.  
El 1 de mayo de 1786 se estrenó en el Burgtheater de Viena la ópera Las bodas de Fígaro. Esta ópera, larga y compleja, fue recibida con entusiasmo por los entendidos pero desconcertó a gran parte del público, que sólo asistió a ocho representaciones. No obstante, cuando Fígaro se representó a principios de diciembre en el Teatro Nacional (hoy Teatro Tyl) de Praga, tuvo tal éxito que Mozart fue alentado a visitar la capital bohemia para ver la producción en persona. Cuando él y su esposa Constanze llegaron el 11 de enero de 1787, llevaba consigo una nueva sinfonía que había sido terminada a principios de diciembre y que fue inscrita en el catálogo temático de Mozart el 6 de diciembre. La sinfonía se incluyó en el concierto que ofreció el compositor ocho días más tarde, dando lugar a la primera interpretación de una obra que más tarde se asociaría de manera irrevocable con la ciudad en la que el compositor presenció su mayor triunfo en años posteriores. Tales conexiones han llevado a los biógrafos de Mozart a suponer que esta obra fue compuesta para su visita a Praga, pero esto no puede ser así: Mozart compuso la obra antes de recibir la invitación para visitar la ciudad. De hecho, una carta de su padre, fechada el 17 de noviembre de 1786, muestra claramente que en el momento de la composición Mozart planeaba una visita a Inglaterra, visita que nunca tuvo lugar porque Leopold se negó a cuidar de los dos hijos pequeños del compositor. Por lo tanto, parece perfectamente razonable sugerir que la obra fue compuesta teniendo en mente la proyectada visita de Mozart a Londres: lo que conocemos como la Sinfonía "Praga" podría haberse convertido en la Sinfonía "Londres" de Mozart si sus planes hubieran fructificado.

### Estreno y publicación
El estreno se celebró el 19 de enero de 1787 en el Teatro de la Ópera de Praga, en una sala abarrotada y con la calurosa acogida que Mozart esperaba de los praguenses. (Véase también: Mozart y Praga.)
La primera edición fue llevada a cabo en 1800 por el editor Johann André en Offenbach, que publicó las partes. La partitura completa fue editada en 1880 por Breitkopf & Härtel en Leipzig, que la publicó bajo la denominación Wolfgang Amadeus Mozarts Werke, Serie VIII, No. 38.

## Instrumentación
La partitura está escrita para una orquesta formada por:
- Viento madera: 2 flautas, 2 oboes y 2 fagotes.
- Viento metal: 2 trompas en re y 2 trompetas en re.
- Percusión: timbales en re y la.
- Teclado: [clavecín].
- Cuerda: una sección de cuerdas con 2 violines (primero y segundo), 2 violas, violonchelo y contrabajo.

Es probable que se emplease el clavecín, si estaba presente en la orquesta, para reforzar la línea del bajo.

## Estructura y análisis
La sinfonía consta de tres movimientos:
- I. Adagio – Allegro, en re mayor 4
4
- II. Andante, en sol mayor 6
8
- III. Presto, en re mayor 2
4

La interpretación de esta obra dura aproximadamente entre 25 y 30 minutos. Un rasgo inusual es su estructura en tres movimientos, puesto que es la única gran obra sinfónica del periodo clásico que carece del habitual minueto con trío o scherzo. Pero la obra no tiene nada de pequeña escala; justifica ampliamente el epíteto de "grandiosa" de Niemetschek. Es una sinfonía espumante, con ritmo persistente, cuya composición instrumental está repleta de sorprendentes modulaciones. Con esta pieza Mozart pone fin a la época de grandes trabajos de inspiración haydniana, y sienta las bases de sus últimas composiciones, determinando el modelo al que se referiría más tarde Beethoven, al comienzo de su desarrollo sinfónico. Muchos atribuyeron la ausencia de minueto al hecho de que en Praga, al contrario que en Viena, todavía se prefería la antigua estructura en tres movimientos y, por tanto, el hecho no puede interpretarse como elección estética ni como un retorno a viejos modelos. En esta sinfonía no encontramos nada deslumbrante y la ausencia del minueto, la densidad expresiva así como la complejidad formal son las señas de identidad de una obra en la que prevalece el aspecto íntimo y reflexivo.

### I.Adagio – Allegro
El primer movimiento, Adagio – Allegro, está escrito en la tonalidad de re mayor, en compás de 4/4 y sigue la forma sonata. Se abre con una amplia e imponente introducción, marcada Adagio, seguida de un Allegro enormemente poderoso. Se trata de es uno de los más impresionantes de todos los movimientos sinfónicos clásicos, con cualidades dramáticas que presagian Don Giovanni y un dominio del contrapunto hasta ahora restringido a las obras de cámara de Mozart. Nos transporta repentinamente a los vértices del arte mozartiano: tanto Niemetschek, en su biografía de Mozart de 1798,  como el musicólogo contemporáneo H. C. Robbins Landon en 1989, coinciden en utilizar el término "sublime" en referencia a esta obra, una de las tres únicas del autor (junto con la n.º 36 y la n.º 39) que contiene una introducción lenta.

### II.Andante
El segundo movimiento, Andante, está en sol mayor y en compás de 6/8. El movimiento central trasciende por completo la fácil implicación de tal título. Se trata de un movimiento de una profunda riqueza sonora y de una gran habilidad contrapuntística. Presenta un carácter más cantabile, aunque también fue elaborado a partir de pocas células básicas, en cierta medida afines a las ya utilizadas en el Allegro inicial. La tensión se mantiene alta alternando elementos serenos y oscuros.

### III.Presto
El tercer y último movimiento, Presto, retoma la tonalidad inicial y el compás es 2/4. El Finale también comparte algo del poder demoníaco de Don Giovanni, la ópera que Mozart escribiría poco después para Praga. Al mismo tiempo habita un mundo en el que la tragedia nunca parece estar del todo lejos, a pesar de toda la brillante música en modo mayor. Mozart retoma aquí de forma melódica el elemento sincopado del Allegro inicial. No obstante, no se crean contrastes insuperables y la obra se cierra con toda la orquesta exultante.

## Recepción de la obra
Una década después del estreno, el maestro praguense Franz Niemetschek (que educó al hijo de Mozart, Carl, tras la muerte del compositor en 1791) dio testimonio de la perdurable popularidad de la sinfonía:

«Las sinfonías que compuso para esta ocasión son verdaderas obras maestras de la composición instrumental....Esto se aplica particularmente a la grandiosa Sinfonía en re, que es siempre una de las favoritas en Praga, aunque sin duda se ha escuchado cientos de veces.»